# Agnes Ayres
Agnes Ayres, all'anagrafe Agnes Eyre Henke (Carbondale, 4 aprile 1898 – Los Angeles, 25 dicembre 1940), è stata un'attrice statunitense che conobbe la popolarità all'epoca del cinema muto.

## Biografia
Iniziò la sua carriera nel 1914, quando si presentò agli studi della Essanay e venne assunta come comparsa. A New York, dove si trasferì con la madre per continuare a recitare, venne presa in simpatia dall'attrice Alice Joyce che, notando una certa rassomiglianza tra loro due, la volle nel ruolo della sorella in Richard the Brazen.
Allo scoppio della prima guerra mondiale, sposò il capitano Frank P. Schuker, un ufficiale dell'esercito. Ma il matrimonio durò poco e i due divorziarono. Nel frattempo, la sua carriera ebbe avuto una spinta notevole grazie all'interessamento nei suoi riguardi del produttore Jesse Lasky, il fondatore della Paramount di cui diventò l'amante. Lasky le affidò il ruolo da protagonista in Held by the Enemy (1920), un film sulla Guerra Civile e le fece assegnare parti di una certa importanza nelle produzioni di Cecil B. DeMille.

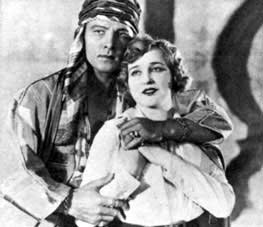
Valentino e Agnes Ayres in Lo sceicco

Nel 1921 giunse all'apice della carriera interpretando il ruolo di Lady Diana Mayo al fianco del Latin Lover per eccellenza, il romantico Rodolfo Valentino, nel film Lo sceicco. Un ruolo che l'attrice riprese anni dopo, nel sequel interpretato sempre da Valentino, Il figlio dello sceicco (1926), dove però la protagonista era Vilma Bánky. Grazie al successo ottenuto con Lo sceicco, Agnes Ayres ottenne dei ruoli da protagonista in molte pellicole, tra cui Fragilità, sei femmina! (1921) con Wallace Reid, Forbidden Fruit (1921) e l'epico I dieci comandamenti (1923) di Cecil B. DeMille.
Nel 1923, la sua carriera cominciò il declino a causa della fine della sua relazione con Lasky. L'anno dopo si sposò con un diplomatico messicano, S. Manuel Reachi. La coppia ebbe una figlia prima di divorziare nel 1927. Nel 1929, l'attrice perse tutto nel crollo di borsa di Wall Street. Nello stesso anno, interpretò il suo ultimo film da protagonista, L'affare Donovan di Frank Capra, accanto a Jack Holt. 
Lasciato il cinema, si mise a recitare nel circuito del vaudeville. Nel 1936 tornò al cinema, confidando di poter riconquistare il successo, ma non riuscì che a trovare piccoli ruoli, molte volte senza neppure essere citata nei titoli. Alla fine si ritirò del tutto nel 1937.
Avvilita e depressa, venne ricoverata in clinica e perse la custodia della figlia, che venne affidata al padre. Morì per emorragia cerebrale il giorno di Natale del 1940, all'età di 42 anni.

## Riconoscimenti
Per il suo contributo all'industria del cinema, Agnes Ayres ha una stella sull'Hollywood Walk of Fame al 6504 di Hollywood Boulevard.

## Filmografia

### Attrice
- The Masked Wrestler, regia di E.H. Calvert (1914)
- Charlot principiante (The New Job), regia di Charlie Chaplin (1915)
- Motherhood, regia di Frank Powell (1917)
- Il segreto della casa Balfame (Mrs. Balfame), regia di Frank Powell (1917)
- The Debt, regia di Frank Powell (1917)
- Hedda Gabler, regia di Frank Powell (1917)
- The Mirror, regia di Frank Powell (1917)
- The Dazzling Miss Davison, regia di Frank Powell (1917)
- Richard the Brazen, regia di Perry N. Vekroff (1917)
- The Venturers, regia di Thomas R. Mills (1917)
- The Defeat of the City, regia di Thomas R. Mills (1917)
- The Furnished Room, regia di Frank Gordon (1917)
- The Bottom of the Well, regia di John S. Robertson (1917)
- The Renaissance at Charleroi, regia di Thomas R. Mills (1917)
- A Family Flivver, regia di C. Graham Baker (1917)
- Paging Page Two, regia di C. Graham Baker (1917)
- He Had to Camouflage, regia di Wesley Ruggles (1917)
- His Wife Got All the Credit, regia di C. Graham Baker (1917)
- His Wife's Hero, regia di C. Graham Baker (1917)
- A Little Ouija Work, regia di C. Graham Baker (1918)
- Seeking on Oversoul, regia di C. Graham Baker (1918)
- A Four Cornered Triangle, regia di C. Graham Baker (1918)
- Their Anniversary Feast, regia di C. Graham Baker (1918)
- Coals for the Fire, regia di C. Graham Baker (1918)
- Sweets to the Sour, regia di C. Graham Baker (1918)
- Their Godson, regia di C. Graham Baker (1918)
- The Rubaiyat of a Scotch Highball, regia di Martin Justice (1918)
- Surprising Husband, regia di Kenneth S. Webb (1918)
- Tobin's Palm, regia di Kenneth S. Webb (1918)
- A Ramble in Aphasia, regia di Kenneth S. Webb (1918)
- The Purple Dress, regia di Martin Justice (1918)
- The Enchanted Profile, regia di Martin Justice (1918)
- Sisters of the Golden Circle, regia di Kenneth S. Webb - cortometraggio (1918)
- The Girl and the Graft, regia di William P.S. Earle (1918)
- One Thousand Dollars, regia di Kenneth S. Webb (1918)
- Mammon and the Archer, regia di Kenneth S. Webb (1918)
- Springtime à la carte, regia di Kenneth S. Webb (1918)
- A Bird of Bagdad, regia di Kenneth S. Webb (1918)
- Transients in Arcadia, regia di Kenneth S. Webb (1918)
- The Girl Problem, regia di Kenneth S. Webb (1919)
- Shocks of Doom, regia di Henry Houry (1919)
- A Stitch in Time, regia di Ralph Ince (1919)
- The Guardian of the Accolade, regia di Henry Houry (1919)
- The Buried Treasure, regia di Kenneth S. Webb (1919)
- In Honor's Web, regia di Paul Scardon (1919)
- The Gamblers, regia di Paul Scardon  (1919)
- Sacred Silence, regia di Harry F. Millarde (1919)
- The Ghost of a Chance, regia di Kenneth S. Webb (1919)
- A Modern Salome, regia di Léonce Perret (1920)
- The Inner Voice, regia di Roy William Neill (1920)
- Go and Get It, regia di Marshall Neilan e Henry Roberts Symonds (1920)
- Held by the Enemy, regia di Donald Crisp (1920)
- The Furnace, regia di William Desmond Taylor (1920)
- Il frutto proibito (Forbidden Fruit), regia di Cecil B. DeMille (1921)
- The Love Special, regia di Frank Urson (1921)
- Too Much Speed, regia di Frank Urson (1921)
- Cappy Ricks, regia di Tom Forman (1921)
- Fragilità, sei femmina! (The Affairs of Anatol), regia di Cecil B. DeMille (1921)
- Lo sceicco (The Sheik), regia di George Melford (1921)
- The Lane That Had No Turning, regia di Victor Fleming (1922)
- Bought and Paid For, regia di William C. de Mille (1922)
- The Ordeal, regia di Paul Powell (1922)
- Borderland, regia di Paul Powell (1922)
- Clarence, regia di William C. deMille (1922)
- A Daughter of Luxury, regia di Paul Powell (1922)
- The Heart Raider, regia di Wesley Ruggles (1923)
- Racing Hearts, regia di Paul Powell (1923)
- Hollywood, regia di James Cruze (1923)
- Una catena d'oro (The Marriage Maker), regia di William C. deMille (1923)
- I dieci comandamenti (The Ten Commandments), regia di Cecil B. DeMille (1923)
- Don't Call It Love, regia di William C. deMille (1923)
- When a Girl Loves, regia di Victor Halperin (1924)
- Bluff, regia di Sam Wood (1924)
- The Guilty One, regia di Joseph Henabery (1924)
- Detained, regia di Scott Pembroke, Joe Rock (1924)
- The Story Without a Name, regia di Irvin Willat (1924)
- Wordly Goods, regia di Paul Bern (1924)
- Tomorrow's Love, regia di Paul Bern (1925)
- Her Market Value, regia di Paul Powell (1925)
- The Awful Truth, regia di Paul Powell (1925)
- Morals for Men, regia di Bernard H. Hyman (1925)
- Il figlio dello sceicco (The Son of the Sheik), regia di George Fitzmaurice (1926)
- Eve's Love Letters, regia di Leo McCarey (1927)
- The Lady of Victories, regia di Roy William Neill (1928)
- Into the Nights, regia di Duke Worne (1928)
- Broken Hearted, regia di Frank S. Mattison (1929)
- Bye, Bye, Buddy, regia di Frank S. Mattison (1929)
- L'affare Donovan (The Donovan Affair), regia di Frank Capra (1929)
- La provinciale (Small Town Girl), regia di William A. Wellman e (non accreditato) Robert Z. Leonard (1936)
- La vergine di Salem (Maid of Salem), regia di Frank Lloyd (1937)
- Midnight Taxi, regia di Eugene Forde (1937)
- Anime sul mare (Souls at Sea), regia di Henry Hathaway (1937)
- Morning Judge, regia di Leslie Goodwins (1937)

### Film e documentari con Agnes Ayres
- Le dee dell'amore (The Love Goddesses) documentario di Saul J. Turell - filmati di repertorio (1965)

## Spettacoli teatrali
- Whoopee! (1928)